# Vlag van Loiret

Vlag van Loiret

De vlag van Loiret is de niet-officiële vlag van het Franse departement Loiret. Net als de meeste andere departementen van Frankrijk heeft Loiret geen officiële vlag, maar wordt de hier rechts afgebeelde vlag op niet-officiële wijze gebruikt. De vlag is afgeleid van het wapen van dit departement.
De vlag bestaat uit een blauw veld, met een witte golvende dwarsbalk tussen drie gouden lelies geplaatst in 2 en 1, en een witte barensteel in het schildhoofd.
Het ontwerp toont die van de voormalige provincie Orléanais, met een golvende dwarsbalk die de rivier de Loiret symboliseert. De vlag is geïnspireerd op het ontwerp van het wapen dat op 10 oktober 1964 is aangenomen door de Heraldiekommissie van Loiret.
Naast deze vlag is er een logovlag in gebruik.

Vlag van Orléanais
Logovlag